# Fontaine-lès-Croisilles
Fontaine-lès-Croisilles is een gemeente in het Franse departement Pas-de-Calais (regio Hauts-de-France) en telt 281 inwoners (2004). De plaats maakt deel uit van het arrondissement Arras.

## Geografie
De oppervlakte van Fontaine-lès-Croisilles bedraagt 6,3 km², de bevolkingsdichtheid is 44,6 inwoners per km².
De onderstaande kaart toont de ligging van Fontaine-lès-Croisilles met de belangrijkste infrastructuur en aangrenzende gemeenten.

## Demografie
Onderstaande figuur toont het verloop van het inwonertal (bron: INSEE-tellingen).